# Mèo Bắc Kỳ

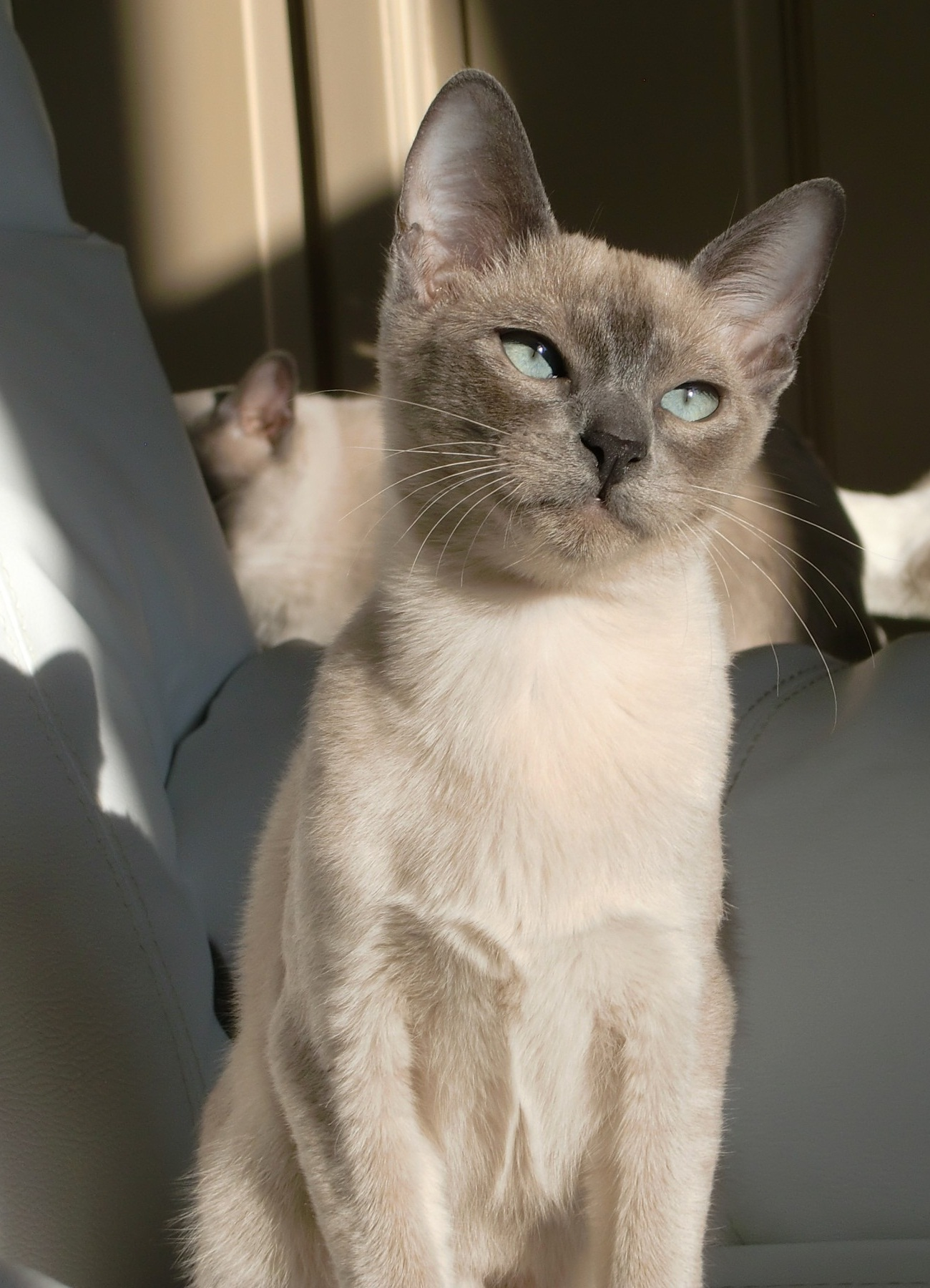
Một con mèo Bắc Kỳ

Mèo Bắc Kỳ hay mèo Tonkin Tonkinese, mèo Đông Kinh là một giống mèo nhà ở Canada có nguồn gốc từ Thái Lan, đây là giống mèo hình thành do kết quả lai tạo giữa mèo Xiêm và mèo Miến Điện. Cái tên này là một ám chỉ đến vùng Bắc Kỳ của Đông Dương thuộc Pháp, mặc dù nó chỉ mang tính gợi ý, vì những con mèo không có liên hệ gì với khu vực này cả. Chúng đã chia sẻ nhiều đặc điểm tính cách vui tươi, sống động của bố mẹ và được phân biệt tương tự với một mẫu lông nhọn với nhiều màu sắc khác nhau. Loại được biết đến nhiều nhất là mèo Tonkin lông ngắn, nhưng có một lớp lông tóc trung bình (đôi khi được gọi là mèo Tây Tạng) có xu hướng phổ biến hơn ở châu Âu, chủ yếu ở Hà Lan, Đức, Bỉ và Pháp.

## Lịch sử
Người ta tin rằng những con mèo giống Bắc Kỳ đã tồn tại ở phương Tây từ ít nhất là vào đầu thế kỷ 19. Giống nền của mèo Bắc Kỳ là kiểu giống mèo Miến Điện kiểu Mỹ, một con mèo cái tên là Wong Mau được nhập khẩu vào Hoa Kỳ vào năm 1930, được cho là có di truyền lai giống loại này. Wong Mau thực sự là một con mèo Bắc Âu, mặc dù "giống" này không được công nhận như vậy vào thời điểm đó. Một số loài mèo Bắc Kỳ ngày nay có thể được theo dõi bởi phả hệ trở về với Wong Mau.
Những con mèo Bắc Kỳ hiện đại hơn là kết quả của các chương trình lai giống của hai nhà lai tạo độc lập với nhau, con đầu tiên là Margaret Conroy ở Canada, và Jane Barletta ở Hoa Kỳ, lai giống Xiêm và Miến Điện, với mục đích tạo ra lý tưởng sự kết hợp giữa sự xuất hiện đặc biệt của cả hai giống bố mẹ và tính cách sinh động. Do đó, những con mèo được tạo ra đã được chuyển từ phân loại lai giống sang giống đã được thành lập vào năm 2001. Mèo Bắc bộ dưới 6 tháng tuổi trước đây được gọi ở phương Tây là mèo nhỏ thay vì mèo con mặc dù thuật ngữ này đã trở nên gần như lỗi thời kể từ giữa thế kỷ 20.

## Đặc điểm

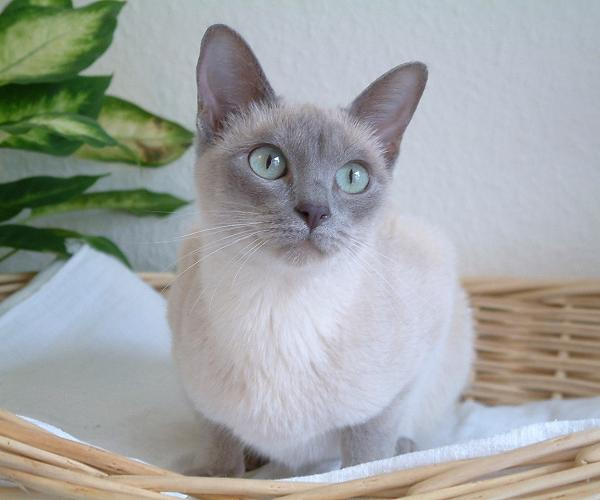
Mèo Bắc Kỳ

Mèo Tonkinese là một con mèo cỡ trung bình, được coi là một loại trung gian giữa mèo Xiêm, mèo Miến Điện và mèo Miến Điện hiện đại, mảnh mai, và mèo Miến Điện Mỹ. Giống như tổ tiên Miến Điện của chúng, nó có vẻ cơ bắp và thường có vẻ nặng hơn nhiều. Đuôi và chân rất mỏng nhưng tương xứng với cơ thể, với bàn chân hình bầu dục đặc biệt. Chúng có một cái đầu tròn nhẹ, hơi nêm và mõm thẳng thừng, với đôi mắt và tai hình quả hạnh vừa phải đặt ra bên ngoài đầu.
Mèo Tonkinese là một loại lai thực sự, với màu lông và hoa văn hoàn toàn phụ thuộc vào việc cá nhân mang gen mèo Xiêm hay Miến Điện. Màu sắc và hoa văn trong bất kỳ lứa nào đều phụ thuộc cả vào cơ hội thống kê và di truyền màu và kiểu dáng của bố mẹ. Phong cách Mỹ là một đầu tròn nhưng được điêu khắc với một cơ thể ngắn hơn và xuất hiện chắc chắn hơn để phản ánh mèo Miến Điện cổ đại mà từ đó nó được nuôi tại Hoa Kỳ. Trong khi nhiều nhà lai tạo Mỹ tránh sử dụng mèo Miến Điện "đương đại" cực đoan để ủng hộ mèo Miến Điện "truyền thống".
Mèo Tonkinese hiện được chính thức công nhận bởi Hiệp hội Fanciers Cat (CFA) trong bốn màu cơ bản: tự nhiên (màu nâu vừa), rượu sâm banh (màu trắng đục), xanh lam và bạch kim. Một số hiệp hội châu Âu cũng chấp nhận màu đỏ, kem, caramel, mơ và màu mai rùa, quế và màu nâu vàng. TICA (Hiệp hội mèo quốc tế) luôn chấp nhận tất cả các màu sắc và hoa văn, vì chúng không phải là một hiệp hội chọn lọc, giống như CFA, mà các giống và màu sắc được xác định bởi các hội đồng giống và ban điều hành.
Giống TICA, màu sắc và hoa văn của chúng, dựa trên di truyền. Trong khi cả hai tổ chức lớn này đều có quy tắc chấp nhận và tiến bộ của giống, TICA tuân thủ một phương pháp khoa học dựa trên di truyền học, trong khi CFA dựa vào tư cách thành viên hội đồng giống để xác định giá trị của giống. Vì vậy, mèo Tonkinese trong CFA được giới hạn trong những màu sắc và các mẫu được quyết định dựa trên có lẽ ít khách quan hơn.

## Tính nết
Giống như cả hai giống bố mẹ, mèo Tonkinese là những con mèo thông minh, năng động, thanh tao và thường là những con định hướng, vui tươi và thích thú với mọi thứ xảy ra xung quanh chúng; tuy nhiên, điều này cũng có nghĩa là chúng dễ bị trở nên đơn độc hoặc chán nản. Giọng kêu của nó tương tự như tiếng kêu của mèo Miến Điện, dai dẳng nhưng mềm mại hơn và ngọt ngào hơn mèo Xiêm, tương tự như việc quằn quại nhẹ nhàng của một con vịt. Giống như mèo Miến Điện, mèo Tonkinese được cho là đôi khi tham gia vào những hành vi giống như chó như tìm kiếm, và để thưởng thức nhảy lên cao.